# 小科济诺
小科济诺（羅馬化：Maloye Kozino）是俄罗斯下诺夫哥罗德州的市级镇，属巴拉赫纳区，地处下诺夫哥罗德州中西部，东侧靠近伏尔加河，在区行政中心巴拉赫纳东南、州府下诺夫哥罗德西北方，西侧有市级镇卢基诺。
该地2021年人口有890人；2010年人口777；2002年人口837；1989年人口7,044。